# Karel Anthierens
Karel Anthierens (Machelen, 22 oktober 1935 – Sint-Genesius-Rode, 15 december 2022) was een Belgisch bestuurder, journalist en redacteur.

## Levensloop
Anthierens begon zijn journalistieke carrière in 1957 als redacteur van De Periscoop, een literair-artistiek maandblad. Vervolgens was hij aan de slag als freelancer bij verschillende Vlaamse tijdschriften en als correspondent voor Vrij Nederland.
In 1960 ging hij aan de slag als redacteur bij Humo, waar zijn broer Jef hoofdredacteur was. In 1965 volgde hij hem in deze functie op, wat hij zou blijven tot hij in 1969 in deze hoedanigheid zelf werd opgevolgd door Guy Mortier. Zelf volgde hij zijn broer op als algemeen hoofdredacteur van uitgeverij Dupuis. In 1974 werd Anthierens hoofdredacteur van het weekblad De Nieuwe en vervolgens was hij tien jaar redactiesecretaris bij Knack. Daarna werd hij uitgever van de Knack-specials. 
In 1982 ging hij aan de slag bij het satirische weekblad De Zwijger van zijn broer Johan, waarvan hij redactiesecretaris werd. In 1983 werd hij hoofdredacteur van Panorama, een functie die hij uitoefende tot hij dezelfde functie in 1993 opnam bij het Het Volk als opvolger van Paul De Baere. Nadat deze krant in 1994 werd overgenomen door de VUM, ging Anthierens aan de slag als projectleider bij De Persgroep. In 1996 ging hij op brugpensioen.
In 1998 werd hij hoofdredacteur van Brussel Deze Week, een functie die hij een half jaar uitoefende. Hij werd opgevolgd door Dirk Volckaerts. Daarnaast was hij ook tien jaar voorzitter van de raad van bestuur van de Beursschouwburg en beheerde hij het Kaaitheater. Later heeft hij ook nog voor Het Laatste Nieuws gewerkt. Tevens was hij stichter en organisator van Press Cartoon Belgium en van Press Cartoon Europe.
Anthierens was de broer van wijlen Jef Anthierens en Johan Anthierens. Hij overleed op 87-jarige leeftijd.

## Publicaties
- Gedane zaken. Hink-stap door de Vlaamse pers, 2022

- International Standard Name Identifier: 0000 0000 5223 6120
- Library of Congress Control Number: nb2004303503
- Nederlandse Thesaurus van Auteursnamen: 072683341
- Virtual International Authority File: 6907170
- WorldCat: E39PBJkHtMy9xT3gKrFxcr9hpP